# Hiroshima Mon Amour
Pour les articles homonymes, voir Hiroshima, mon amour.
Hiroshima Mon Amour est un groupe italien de new wave, originaire de Teramo.

## Histoire
Auteur d'un post-punk orthodoxe qui rappelle The Cure et Joy Division, le groupe est formé en 1994 à Teramo de Carlo Furii, chanteur-guitariste et parolier, avec Antonio Campanella (basse) et Vincenzo Marchetti (claviers). Après plusieurs démos, ils font leurs débuts en 1999 avec l'album Anno Zero,, suivi l'année suivante par Dedicata, avec une reprise controversée de Siberia par Diaframma,.
La sortie du deuxième album coïncide avec la séparation du line-up historique et une période d'inactivité, interrompue en 2004 par la publication de l'anthologie Cambio 1995-2001 (pour célébrer son dixième anniversaire) et une tournée, Embryo Tour, qui voit un groupe totalement renouvelé sur scène, avec seulement Carlo Furii en tant que membre survivant du premier line-up.
Hiroshima Mon Amour est toujours actif et sort l'album inédit intitulé Australasia (2015) sur le label Danze Moderne,.
En 2024, ils partent en tournée avec Ozric Tentacles.

## Membres

### Membres actuels
- Carlo Furii - voix, claviers, guitare
- Marcello Malatesta - claviers, basse, voix
- Massimo Di Gaetano - guitare
- Livio Rapini - batterie

### Anciens membres
- Antonio Campanella - basse
- Vincenzo Marchetti - claviers
- Pierluigi Di Sciascio - claviers
- Domenico Capriotti - basse

## Discographie

### Albums studio
- 1999 : Anno zero
- 2000 : Dedicata
- 2004 : Cambio 1995-2001
- 2008 : Embryo Tour 2005 (album live)
- 2011 : Quinta stagione
- 2015 : Australasia
- 2015 : Ogni singolo movimento 2004-2014

### Singles et EP
- 1999 : Hiroshima Mon Amour
- 2004 : Hiroshima Mon Amour: 4
- 2007 : ES
- 2010 : Non lasciarmi andare
- 2014 : Uomo allo specchio (édition limitée à 100 exemplaires)